# Resolutie 892 Veiligheidsraad Verenigde Naties
Resolutie 892 van de Veiligheidsraad van de Verenigde Naties werd unaniem aangenomen op 22 december 1993, als laatste VN-resolutie van dat jaar. De resolutie stond toe dat vijftig bijkomende waarnemers naar de UNOMIG-missie in Abchazië werden gestuurd.

## Achtergrond
Op de golf van opkomend onafhankelijkheidsstreven van Georgië uit de Sovjet-Unie tegen het einde van de jaren 1980, streefde de Abchazische minderheid in de Abchazische autonome republiek de onafhankelijkheid na, uit angst de autonomie in Georgië te verliezen. Het leidde tot etnische spanningen met de Georgiërs, die in Abchazië de grootste bevolkingsgroep waren.
In 1992 kwam het tot een gewapend conflict, waarbij ook Rusland betrokken raakte, dat het voor de Abchaziërs opnam. Begin 1993 braken zware gevechten uit om de Abchazische hoofdstad Soechoemi. In de zomer van 1993 werd een staakt-het-vuren afgesproken en werd de UNOMIG-waarnemingsmissie opgericht. De val van Soechoemi in september 1993 leidde tot grootschalige etnische zuiveringen tegen de Georgische gemeenschap.

## Inhoud

### Waarnemingen
De Veiligheidsraad verwelkomde het memorandum van overeenstemming tussen Georgië en Abchazië. Daarin vonden beide partijen dat een grotere internationale aanwezigheid de vrede ten goede zou komen. Ook werden de gesprekken in Moskou opgemerkt en de intentie om opnieuw te gaan onderhandelen in Genève om het conflict op te lossen. Daarbij was hoopgevende vooruitgang gemaakt, wat het sturen van extra VN-militaire waarnemers rechtvaardigde. Doch was men nog steeds bezorgd over de humanitaire situatie in Georgië, en vooral het aantal ontheemden en vluchtelingen.

### Handelingen
De Veiligheidsraad autoriseerde het gefaseerd sturen van 50 bijkomende waarnemers voor de UNOMIG-missie. Secretaris-generaal Boutros Boutros-Ghali bereidde het sturen van nog meer waarnemers voor in geval de situatie en de onderhandelingen hiertoe noopten. Op basis van de vooruitgang van die onderhandelingen zou de Veiligheidsraad het mandaat van UNOMIG willen herzien.
De partijen werden gemaand om hun memorandum van overeenstemming na te komen en het voor het staakt-het-vuren op te volgen. Ook moesten ze de veiligheid van het UNOMIG-personeel verzekeren en de hulp die Rusland daarbij wilde bieden werd verwelkomd. Voorts moesten vluchtelingen kunnen terugkeren en moest er humanitaire hulp geleverd kunnen worden aan de slachtoffers van het conflict. Donorlanden werden opgeroepen hieraan bij te dragen.

## Verwante resoluties
- Resolutie 876 Veiligheidsraad Verenigde Naties
- Resolutie 881 Veiligheidsraad Verenigde Naties
- Resolutie 896 Veiligheidsraad Verenigde Naties (1994)
- Resolutie 901 Veiligheidsraad Verenigde Naties (1994)

Lijst ·  800 ·  801 ·  802 ·  803 ·  804 ·  805 ·  806 ·  807 ·  808 ·  809 ·  810 ·  811 ·  812 ·  813 ·  814 ·  815 ·  816 ·  817 ·  818 ·  819 ·  820 ·  821 ·  822 ·  823 ·  824 ·  825 ·  826 ·  827 ·  828 ·  829 ·  830 ·  831 ·  832 ·  833 ·  834 ·  835 ·  836 ·  837 ·  838 ·  839 ·  840 ·  841 ·  842 ·  843 ·  844 ·  845 ·  846 ·  847 ·  848 ·  849 ·  850 ·  851 ·  852 ·  853 ·  854 ·  855 ·  856 ·  857 ·  858 ·  859 ·  860 ·  861 ·  862 ·  863 ·  864 ·  865 ·  866 ·  867 ·  868 ·  869 ·  870 ·  871 ·  872 ·  873 ·  874 ·  875 ·  876 ·  877 ·  878 ·  879 ·  880 ·  881 ·  882 ·  883 ·  884 ·  885 ·  886 ·  887 ·  888 ·  889 ·  890 ·  891 ·  892